# San Girolamo scrivente (Roma)
San Girolamo scrivente è un dipinto a olio su tela (112x157 cm) realizzato tra il 1605 ed il 1606 dal pittore italiano Caravaggio. È conservato nella Galleria Borghese di Roma.

## Storia e descrizione
È stata ricordata da Giovanni Pietro Bellori nel 1672 come una delle opere eseguite su commissione del cardinale Scipione Borghese.
Il tema del san Gerolamo era uno dei più frequenti della pittura controriformistica, probabilmente perché il santo tradusse la Bibbia dall'ebraico al latino, più precisamente l'Antico testamento dall'ebraico e i Vangeli dal greco,  rendendosi autore della diffusione del Verbo divino.
Caravaggio sceglie di raffigurare il santo posto di tre quarti su un formato orizzontale, quasi a voler rappresentare una natura morta della quale san Girolamo non è figura esterna, ma parte integrante, a rivestire un ruolo pari a quello della carta, del teschio e della tavola su cui sta studiando. In relazione alle raffigurazioni fiamminghe della natura morta, ogni elemento ha nel dipinto un significato simbolico determinato anche dalla sua collocazione. Per esempio il capo reclinato del santo istituisce un rimando spaziale al teschio poggiato sulla scrivania. Alla scarsità di elementi nella composizione fa eco anche una sobria varietà di colori, un discreto repertorio di marroni, bruniti, a cui fa da padrone la vivacità cromatica del rosso del manto di san Gerolamo, e del panneggio bianco che ricade dalla pila dei libri.
Di quest'opera Caravaggio fece un'altra versione conservata nella concattedrale di San Giovanni a La Valletta (Malta).